# Schizaphis brachytarsus
Schizaphis brachytarsus är en insektsart. Schizaphis brachytarsus ingår i släktet Schizaphis och familjen långrörsbladlöss. Inga underarter finns listade i Catalogue of Life.